# Tsuyu-no-tenjinsha
Tsuyu-no-tenjinsha (露天神社, つゆのてんじんしゃ), lit. Sanctuaire à l'air libre, aussi appelé Ohatsu Tenjin お初天神, lit. Temple de la première fois) est un sanctuaire shinto situé Sonezaki 2-chome, dans l'arrondissement Kita-ku, à Osaka, au Japon. Les divinités qui y sont consacrées sont Ōkuninushi, Sukunahikona, Amaterasu, Toyoukehime et Sugawara no Michizane. Le temple est célèbre à cause de son association avec l’œuvre Suicides d'amour à Sonezaki du dramaturge japonais Chikamatsu Monzaemon.

## Histoire
Selon la légende du temple, lorsque le sanctuaire a été consacré, son endroit actuel était une petite île flottante dans la baie d'Osaka, et il était consacré à la divinité Sumuji Sone (住吉須牟地曽根ノ神, Sumiyoshi Sumuji Sone ne Kami). Il se dit que le toponyme de Sonezaki (antérieurement appelé Sonesu) vient du nom de cette divinité.
La carte ancienne de Naniwa (難波之古図, Naniwa ne kozu) dessinée en 1097 décrit l'emplacement du temple.
Avec l'ouverture de la première gare d'Osaka en 1894 et l'ouverture de la gare d'Umeda en 1903, le développement du quartier s'est accéléré, et le temple est devenu le centre de l'arrondissement Kita, et le sanctuaire général d'Umeda et Sonezaki.

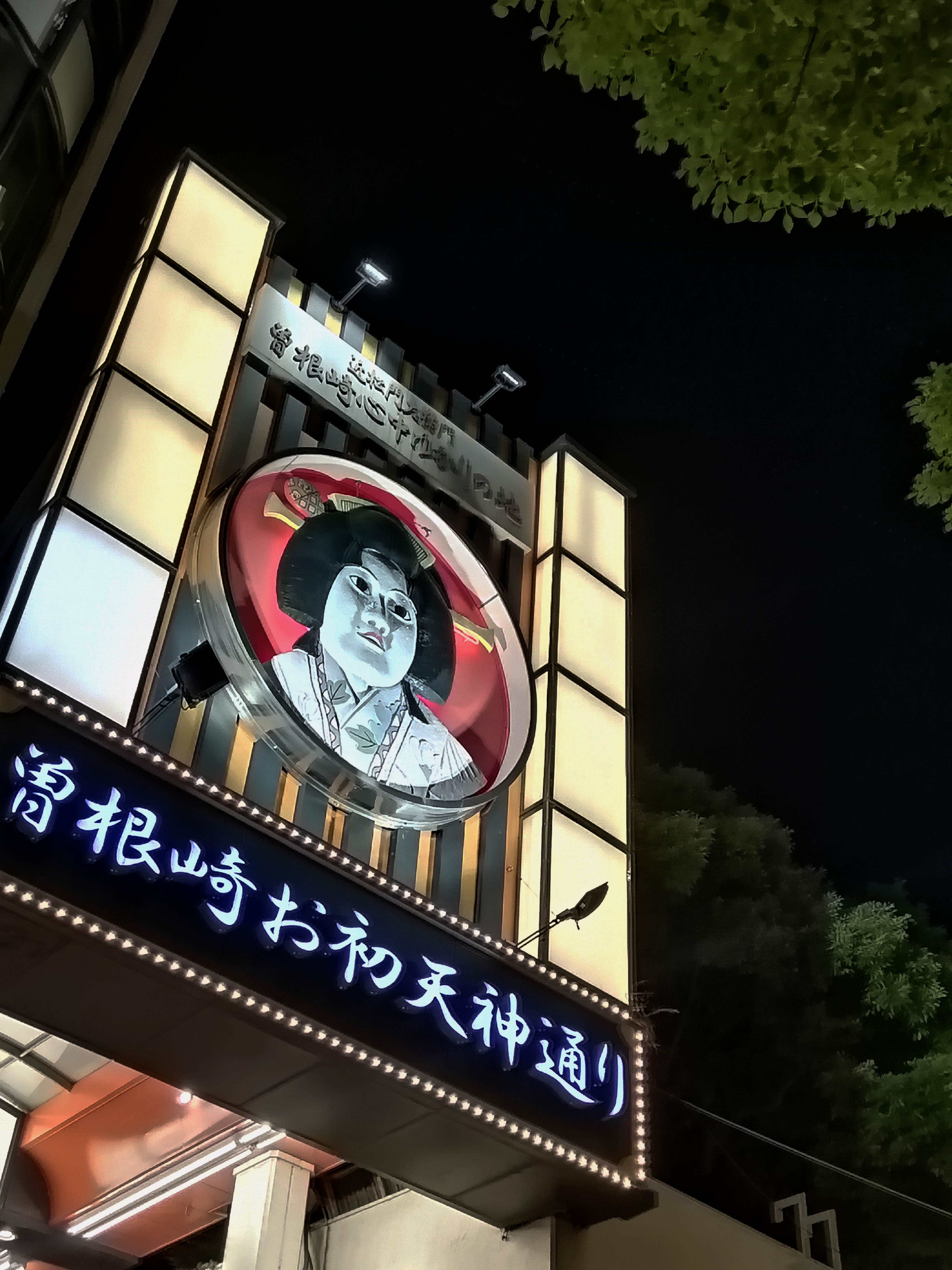
Signal lumineux du sanctuaire, la nuit.

Le bâtiment actuel du sanctuaire a été achevé le 20 septembre 1957, après que l'ancien bâtiment a été détruit lors de la Seconde Guerre mondiale en juin 1945. De nouvelles structures ont été ajoutées le 20 octobre 1977,  pour commémorer le 20e anniversaire de la restauration du sanctuaire.

## Ohatsu Tenjin

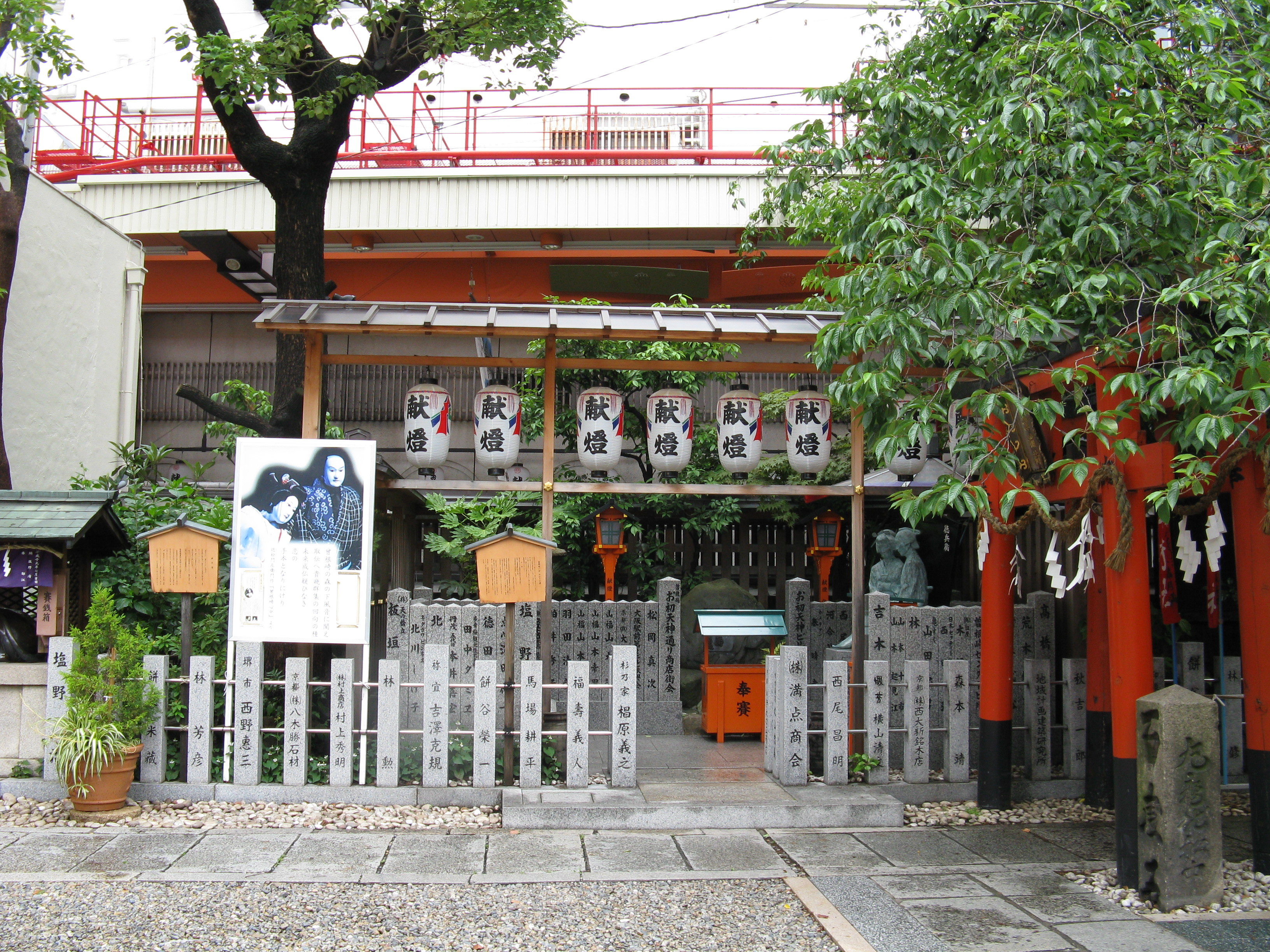
Bâtiment du sanctuaire, avec une photo des marionnettes bunraku de la pièce Suicides d'amour à Sonezaki.

Le temple est connu sous le nom d'Ohatsu Tenjin grâce à l’œuvre Suicides d'amour à Sonezaki de Chikamatsu Monzaemon basée sur un suicide réellement arrivé à proximité du sanctuaire en 1703. Ohatsu Tenjin vient du nom de l'héroïne de l'histoire: Ohatsu.